# Saosećanje
Saosećanje je sposobnost ljudskog bića da oseti bol i patnju drugog živog bića kao da su to sopstveni bolovi. Saosećanje uključuje „osećanje za drugog” i preteča je empatije, sposobnosti „osećanja kao drugog” (za razliku od simpatije, „osećanja prema drugom”). U običnom govoru, aktivno saosećanje je želja da se ublaži tuđa patnja.
Saosećanje podrazumeva da osoba dozvoljava da bude dirnuta patnjom i da iskusi motivaciju da pomogne da bi se to ublažilo i sprečilo. Čin saosećanja je definisan njegovom bespomoćnošću. Kvaliteti saosećanja su strpljenje i mudrost; ljubaznost i istrajnost; toplina i odlučnosti. Ono je često, iako ne neizbežno, ključna komponenta onoga što se u društvenom kontekstu manifestuje kao altruizam. Izražavanje saosećanja je sklono hijerarhijskom, paternalističkom i kontrolišućem odgovoru. Razlika između simpatije i saosećanja je u tome što prvo na patnju drugih odgovara tugom i zabrinutošću, dok drugo odgovara toplinom i brigom. Jedan članak časopisa Klinički psihološki pregled sugeriše da se „saosećanje sastoji od tri aspekta: primećivanje, osećanje i reagovanje.“ To znači da je saosećanje glagol.
Engleska imenica compassion, što znači patiti zajedno sa, potiče iz latinskog. Njen prefiks com- dolazi direktno od com, arhaične verzije latinskog predloga i afiksa cum (= sa); segment -passion je izveden od passus, prošlog participa deponentnog glagola patior, pati. Saosećanje je stoga povezano po poreklu, obliku i značenju sa engleskom imenicom patient (= onaj koji pati), od patiens, particip prezenta istog patior, i to je srodno grčkom glagolu πάσχειν (= paskhein, patiti) i njegovoj srodnoj imenici πάθος (= pathos). Rangirano kao velika vrlina u brojnim filozofijama, saosećanje se u skoro svim glavnim religijskim tradicijama smatra jednom od najvećih vrlina.

## Teorije o konceptualizaciji saosećanja
Teorijske perspektive saosećanja su se razvijale tokom godina, a sledeće predložene perspektive pokazuju kontraste u njihovoj evoluciji i pristupima saosećanju. 
- Saosećanje je jednostavno varijacija ljubavi ili tuge, a ne posebna emocija.[8]
- Iz perspektive evolucione psihologije, saosećanje se može posmatrati kao posebno emocionalno stanje, koje se može razlikovati od nevolje, tuge i ljubavi.[9][10][11]
- Saosećanje kao sinonim empatičkog distresa, koji se karakteriše osećanjem uznemirenosti u vezi sa patnjom druge osobe.[12][13][14] Ova perspektiva saosećanja zasniva se na otkriću da ljudi ponekad oponašaju i osećaju emocije ljudi oko sebe.[15]
- Prema Tamp ten Džinpi, saosećanje je osećaj zabrinutosti koji se javlja u ljudima kad se suoče sa osobom koja je u nevolji ili nekim ko je u bolu. To je praćeno svojevrsnom željom da se vidi olakšanje ili kraj te situacije i željom (tj. motivacijom) da se nešto uradi po tom pitanju.[16]

Ema Sepala razlikuje saosećanje od empatije i altruizma na sledeći način: „... Definicija saosećanja se često meša sa definicijom empatije. Empatija, kako su definisali istraživači, je visceralno ili emocionalno iskustvo osećanja druge osobe. To je u nekom smislu automatsko preslikavanje tuđih emocija, kao što je plakanje zbog tuge prijatelja. Altruizam je radnja koja koristi nekom drugom. To može, ali ne mora biti praćeno empatijom ili saosećanjem, na primer u slučaju davanja donacije u poreske svrhe. Iako su ovi pojmovi povezani sa saosećanjem, oni nisu identični. Saosećanje često podrazumeva, naravno, empatičan odgovor i altruističko ponašanje. Međutim, saosećanje se definiše kao emocionalni odgovor kada se opaža patnja i uključuje autentičnu želju da se pomogne." Prema Tjupten Džinpi, saosećanje nije sledeće: saosećanje nije sažaljenje, saosećanje nije vezanost, saosećanje nije isto što i empatičko osećanje, saosećanje nije samo priželjkivanje, saosećanje nije samopoštovanje.
Što više jedna osoba zna o ljudskom stanju i povezanim iskustvima, put ka identifikaciji sa patnjom postaje življi. Identifikacija sa drugom osobom je suštinski proces za ljudska bića, što čak ilustruju bebe koje počinju da odražavaju izraze lica i pokrete tela svoje majke već u prvim danima svog života. Saosećanje se prepoznaje kroz identifikaciju sa drugim ljudima (tj. sagledavanje perspektive), poznavanje ljudskog ponašanja, percepciju patnje, prenošenje osećanja, saznanje o promenama cilja i svrhe kod obolelih i dovodi do odsustva patnje iz grupe. Psihologija ličnosti se slaže da su ljudi inherentno različiti i različiti jedni od drugih, što dovodi do zaključka da je ljudska patnja uvek individualna i jedinstvena. Patnja može biti rezultat psihološke, socijalne i fizičke traume i dešava se u akutnim oblicima podjednako često i hronično. Zbog inherentnih razlika u ličnostima ljudi, neki mogu definisati svoje rane faze patnje prema svojim spoljašnjim okolnostima i tim životnim događajima koje retko pominju ili o njima ne razgovaraju. Kasnije faze mogu uključiti osobu koja izražava svoju viktimizaciju i traži pomoć. Patnja je definisana kao percepcija nečijeg predstojećeg uništenja ili gubitka integriteta, što se nastavlja sve dok pretnja ne nestane ili se integritet osobe ne može obnoviti. Saosećanje se sastoji od tri glavna zahteva: Ljudi moraju da osećaju da su nevolje koje izazivaju njihova osećanja ozbiljne, razumevanje da nevolje usled kojih ispaštač pate nisu samoprouzrokovane, i sposobnost da sebe vide sa istim problemima na način bez okrivljavanja i srama. Važnost identifikacije sa drugima za saosećanje je u suprotnosti sa negativnim fizičkim i psihološkim efektima napuštanja.
Saosećanje je često karakterističan element demokratskih društava. Proces saosećanja je u velikoj meri povezan sa identifikacijom sa drugom osobom jer je saosećanje sa drugima moguće među ljudima iz drugih zemalja, kultura, lokacija, itd. Mogući izvor ovog procesa identifikacije sa drugima dolazi iz univerzalne kategorije koja se zove „Duh”. Krajem 1970-ih, veoma različite kulture i nacije širom sveta su se okrenule verskom fundamentalizmu, koji se povremeno pripisuje „Duhu“. Uloga saosećanja kao faktora koji doprinosi individualnom ili društvenom ponašanju bila je tema neprekidne debate. Za razliku od procesa identifikacije sa drugim ljudima, potpuno odsustvo saosećanja može zahtevati ignorisanje ili neodobravanje identifikacije sa drugim ljudima ili grupama. Ranije studije su utvrdile vezu između međuljudskog nasilja i okrutnosti koja vodi do ravnodušnosti. Saosećanje može imati sposobnost da izazove osećanja ljubaznosti i praštanja, što bi ljudima moglo dati mogućnost da zaustave situacije koje imaju potencijal da budu uznemirujuće i povremeno dovedu do nasilja. Ovaj koncept je ilustrovan kroz istoriju: holokaust, genocid, evropska kolonizacija Amerike, itd. Naizgled suštinski korak u ovim zverstvima mogla bi biti definicija žrtava kao „nisu ljudi“ ili „ne mi“. Zbog toga se tvrdi da su zločini počinjeni tokom ljudske istorije samo ublaženi, minimizovani ili prevaziđeni štetni efekti kroz prisustvo saosećanja, iako se nedavno, oslanjajući se na empirijska istraživanja u teoriji evolucije, razvojnoj psihologiji, socijalnoj neuronauci, i psihopatije, takođe se protivargumentovalo da saosećanje ili empatija i moral nisu ni sistematski suprotstavljeni jedno drugom, niti su neizbežno komplementarni, pošto je čovečanstvo tokom istorije stvorilo društvene strukture za podržavanje zaista univerzalnih moralnih principa za celo čovečanstvo, kao što su kao ljudska prava i Međunarodni krivični sud. S jedne strane, Tomas Najdžel, na primer, kritikuje Džošuu Grina sugerišući da prebrzo identifikuje utilitarizam, specifično iz opšteg cilja izgradnje nepristrasnog morala; na primer, on napominje da Imanuel Kant i Džon Rols nude druge nepristrasne pristupe etičkim pitanjima. U svojoj odbrani od moguće destruktivne prirode strasti, Platon je uporedio ljudsku dušu sa kočijom: intelekt je vozač, emocije su konji, a život je stalna borba da se emocije drže pod kontrolom. U svojoj odbrani čvrstog univerzalnog morala, Imanuel Kant je saosećanje smatrao slabim i pogrešnim osećanjem: „Takva dobronamernost se zove mekodušnost i uopšte ne bi trebalo da se javlja među ljudskim bićima“, rekao je o tome.

## Saosećanje u Budizmu
Буда је хвалио саосећање више него иједну другу врлину, зато што је она корен толиком броју других врлина.

## Spoljašnje veze
- TED Prize winner Karen Armstrong's video lecture on compassion
- Mirrored emotion Jean Decety, University of Chicago
- Compassion Is Weaved Throughout Our Nervous System, Researchers Have Found (December 2016). Discusses some of the work of Dacher Keltner as well as other researchers
- Daniel Goleman, psychologist & author of Emotional Intelligence, video lecture on compassion
- Dalai Lama on compassion, Rice University, May 2007. Архивирано на веб-сајту  (4. јун 2010)
- Professor Robert Thurman: Compassion is feeling the feelings of others